# Giovanni Matteo Lucifero
Giovanni Matteo Lucifero (Crotone, 1496 – Crotone, 1551) è stato un vescovo cattolico italiano, molto apprezzato da Carlo V per le sue doti letterarie.

## Biografia
Il 10 settembre 1522 papa Adriano VI lo nominò vescovo di Umbriatico; ricevette l'ordinazione episcopale il 17 gennaio 1524 nella sagrestia della basilica di Santa Maria Maggiore a Roma da Andrea della Valle, vescovo di Crotone.
Il 14 novembre 1524 fu trasferito alla diocesi di Crotone per volontà di papa Clemente VII.
Nel 1530 venne elevato alla dignità di arcidiacono.
Morì a Crotone nel 1551.

## Genealogia episcopale
La genealogia episcopale è:
- Cardinale Andrea della Valle
- Vescovo Giovanni Matteo Lucifero